# San Lorenzonatten
San Lorenzo natten, i Finland Stjärnklar natt, (italienska: La Notte di San Lorenzo) är en italiensk dramafilm från 1982 i regi av Paolo och Vittorio Taviani.

## Utmärkelser
Filmen har bland annat vunnit Grand Prix Spécial du Jury vid filmfestivalen i Cannes 1982 och David di Donatello för bästa film 1983.

## Roller (urval)
- Omero Antonutti – Galvano
- Margarita Lozano – Concetta
- Claudio Bigagli – Corrado
- Miriam Guidelli – Bellindia
- Massimo Bonetti – Nicola
- Enrica Maria Modugno – Mara
- Sabina Vannucchi – Rosanna
- Renata Zamengo – La Scardigli
- Dario Cantarelli – prästen
- Paolo Hendel – Dilvo
- Antonio Prester – Tuminello
- David Riondino – Giglioli
- Massimo Sarchielli – Marmugi
- Giovanni Guidelli – Marmugi Jr
- Mario Spallino – Bruno